# 팔랑헤당
국민생디칼리슴 공세평의회 에스파냐 팔랑헤(스페인어: Falange Española de las Juntas de Ofensiva Nacional-Sindicalista; FE-JONS 팔랑헤 에스파뇰라 데 라스 훈타스 데 오펜시바 나시오날 신디칼리스타[*])는 1933년에 스페인에서 창당된 국민주의, 전체주의 정당이다. 대개 에스파냐의 전체주의 운동 세력, 정당을 이르는 말이다. 흔히 팔랑헤당(스페인어: Falange)이라고 부르는데, 이 말은 에스파냐어로 팔랑크스를 이르는 말이다. 팔랑헤 정당의 군사적인 성격 때문에 이런 호전적인 이름이 붙게 되었다.
팔랑헤 에스파뇰라는 에스파냐 제2공화국 당시 1933년에 호세 안토니오 프리모 데 리베라가 창당한 정치 조직이었다. 프리모 데 리베라는 마드리드의 변호사로 1920년대 알폰소 13세 임금의 치세에 독재 권력을 휘두르며 에스파냐를 통치한 총리 미겔 프리모 데 리베라 장군의 아들이었다. 아버지 프리모 데 리베라 장군은 경제에 정부가 개입하고 국가 계획을 세워야 한다고 믿었다. 그의 아들과 팔랑헤 당원들은 프리모 데 리베라 정권의 실각에 유감을 표명하였으며, 그의 정책과 국민생디칼리슴 사회 조직 계획을 되살리자고 주장하였다.
팔랑헤당은 1933년 이전부터 에스파냐 생디칼리슴 운동의 후신인 팔랑헤 에스파뇰라와 프렌테 데 후벤투데스의 전신인 국민생디칼리슴 공세평의회라는 두 정치 조직이 있었고, 1934년 이들이 합당하여 "국민생디칼리슴 공세평의회 에스파냐 팔랑헤"가 만들어지게 된다. 이후 1937년 기존 팔랑헤당을 해산하고 1937년 "국민생디칼리슴 공세평의회 전통주의 에스파냐 팔랑헤"로 재창당하였고, 1975년까지 존속하다가, 1976년 다시 팔랑헤당이 창당하였다. 1930년대에는 팔랑헤당이 여러 나라에도 퍼지면서 활동하다가, 모두 해산되었다.
팔랑헤주의는 원래 국민주의당, 전체주의와 유사한 점이 있었다. 둘 다 볼셰비키나 다른 형태의 사회주의를 경멸하였으며, 민주주의를 증오하였다. 그러나 팔랑헤의 국민생디칼리슴은 악시옹 프랑세즈(프랑스의 유사한 조직. 프루동 참조)와 통합주의(Integralism)의 영향을 받은 파시스트의 협동조합주의(corporatism)와 판이한 정치 이론이었다. 팔랑헤의 국민생디칼리슴은 1931년 3월 14일 라미로 레데스마 라모스가 자신의 잡지 '국가의 정복' (La Conquista del Estado)에서 성명서를 발표하면서 에스파냐에서 공식화되었다. 국민생디칼리슴은 생디칼리슴(Syndicalism)를 일신하여 당시 지배적인 노동 조합인 전국노동연합(Confederación Nacional del Trabajo, CNT)의 아나르코생디칼리슴(anarcho-syndicalism)과 국민주의의 간극을 잇고자 하였다. 팔랑헤는 통합주의에서 말하는 가톨릭 강조를 포용하였으며, 또 파시즘에서 일부 요소를 차용하였다.
다른 스페인의 우익세력과 달리 팔랑헤는 이탈리아 파시즘의 고유의 정신과 유사한 방식으로 공화주의자, 전위주의자, 근대주의자였다. 이들의 제복이나 미학도 당대 유럽 파시스트와 민족사회주의 운동과 유사하였다.
에스파냐 내전 당시 호세 안토니오 프리모 데 리베라는 에스파냐 공화 정부에 사형이 언도되었으나, 팔랑헤의 정강은 이 이념을 장악하다시피 한 프랑코 장군에 갖고 이용당하였다. 내전 때 팔랑헤의 창설자가 죽은 뒤 팔랑헤는 통합 포고로 카를로스주의 정당과 통합하여 에스파냐의 유일 공식 정당 조직의 핵심을 이루는 프랑코 장군이 한 사람이 지도하게 되었다. "국민운동'(Movimiento Nacional)으로도 알려진 이 조직은 1945년 이후 1975년 프랑코가 죽을 때까지 존속하였다. 1975년부터 팔랑헤 당원들은 팔랑헤주의 성향의 세력이나 극우 성향의 세력으로 분화하여, 오늘날까지 이르고 있다.
팔랑헤당의 당원을 팔랑헤 당원(Falangistas)라고 한다.
또한, 팔랑헤당의 이념 중 하나인 국민생디칼리슴은, 이탈리아에서 베니토 무솔리니가 창당한 파시즘 정당인 이탈리아 전투 파스키의 이념이기도 하였다. 또한, 이 당은 스페인 내전 당시 소비에트 연방과 연합한 좌익 공화주의자 정당인 인민전선과 싸웠으며, 이에 팔랑헤당은 나치 독일과 이탈리아 왕국의 지원을 받았다.
이후 1976년 팔랑헤당 혹은 국민생디칼리슴 공세평의회 에스파냐 팔랑헤가 다시 만들어졌으나, 기존의 팔랑헤당은 해산되었다. 이후 1976년에 창당한 팔랑헤당에 이어 팔랑헤 에스파냐 독립당, 진정 팔랑헤당, 라 팔랑헤 등의 정당 및 단체 등이 창당되었다.